# メダロットDS
『メダロットDS』は、2010年5月27日にロケットカンパニーから発売されたニンテンドーDS用RPG。
カブトバージョン、クワガタバージョンの2バージョン同時発売。

## 概要
『真型メダロット』以来6年ぶりのシリーズ作品。なお、発表当時、『ファミ通』上で「8年ぶりの新作」と表記されているが、これはリメイク作品やスピンアウト作品を除き、『メダロット5 すすたけ村の転校生』から数えた場合のものである。
本編シリーズの6作目に該当するが、2014年現在、唯一タイトルにナンバリングが無い。
キャラクターデザインはほるまりん、シナリオは手塚一郎が担当。BGMは『真型』以前の作品を担当してきた山下絹代ではなく、『真型』以前の作品のサウンドデザインを担当していた水谷郁が設立した会社「サウンドフォンティン」が担当。山下は作曲協力としてスタッフロールに名を連ねている。
ちなみに当時すでに専門学校の講師の職を本業としていたほるまりんにとっては『メダロット』シリーズの開発はすでに副業、あるいは趣味に過ぎなかった。
メダロットシリーズにおける設定はゲーム・漫画・アニメと、メディアごとに独自のものを有しており、他のメディアでそれが反映されることはほとんどないが、本作では、ロボロボ団幹部が語尾に「ロボ」と付ける、ナエの口調が丁寧語でない、等、アニメ版のものが取り入れられた。また『真型』以前の作品との明確な相違が存在し、『メダロット3』では月に月面都市があったが、本作の月は未開の地となっている。このように、これまでのいずれのメディアとも整合しない設定となっている。
今作での新型メダロットはほるまりんが以前から構想していた都市型ロボットのデザインに準拠している。

## システム変更点

### 戦闘関連
従来からの変更点が非常に多い。
熟練度・レベルシステム変更
レベルは経験値によって上がるのではなく、熟練度の合計がそのままメダルのレベルとなる。メダルの熟練度は3つ設定されており、いずれも最大99まで上がる。合計レベルが99になると熟練度は上がらなくなる。
メダロットの名付け不可
本作ではティンペット、メダルのいずれにも名前を設定することができない。頭パーツのメダロットの名称がそのままメダロットの名前となる。
メダリア
『メダロット3』『メダロット4』のように熟練度の補助だけでなく、「頭パーツの回数増加」などの効果があるものも存在する。
パーツ
男女ティンペット両方で使えるパーツが存在する。新規機体の意匠としての目とカメラは別物である。（コミュニケーションモニターの液晶が漏れた際、カメラと目が同じ個所に付けてるとカメラも使えなくなるため）
ティンペット
ティンペットのデザインは今までの物と変更された。従来のティンペットよりも内臓や神経が強調され、本来の設計目的に近づいた。
メダロッチ
携帯電話のアプリケーションとなり、パーツのやり取りはデータ転送で行う。
バトルシーン
従来の横視点ではなく縦視点の3Dとなっている。
パラメータの名称変更
- 推進→移動
- 機動→回避
- 放熱→冷却

熟練度のペナルティ
「ねらいうち」「なぐる」「がむしゃら」によるペナルティは次の行動までではなく、冷却中のみに変更された。
メダスキル廃止、メダフォース復活、メダフォースチャージ方法変更
1つのメダルが覚えるメダフォースは2つ。メダフォース溜めは「チャージ」という新行動となった。一定時間コマンドラインにとどまり、メダフォースを溜める。溜まっている量に応じて攻撃力も多少上がる。
特性
名称が「スキル」となった。メダロット#スキルを参照。

### Wi-Fi
第5章以降、コンビニにある「メダRoppi」で、Wi-Fi通信を行うことが可能。
通信対戦
様々なルールを設定可能。
メダジャーナル
ダウンロードすることによって、新たなメダルやメダリアが手に入る。
パーツ転送
相手にパーツを転送する。自分のパーツがコピーされて転送されるので、パーツが減ることはない。
メダガチャ
メダRoppiの横にある機械。通信対戦を行うか、メダジャーナルをダウンロードすることによって手に入るメダガチャコインを使用し、パーツを手に入れられる。

## 登場キャラクター
アマクラ アズマ
主人公。父親がメダロット嫌いなためにゲーム開始時はメダロットを持っていない。正義感は強いが反面落ち込みやすい。
メダロットは人間の道具ではなく友達だと考えていて、パートナーとしての絆を大切にしている場面が作中で多く描かれている。
メダロットを手に入れたばかりの頃は、自分の力を過信しメダロットを危険に晒すこともあり、挫折を味わうがその度にそれを乗り越え、メダロッターとして大きく成長していく。
愛機は「メタビー（カブトver.）」「ロクショウ（クワガタver.）」。途中で「ガンノウズ（カブトver.）」「サンジューロ（クワガタver.）」にパーツを変え、名前も「ガン（カブト）」「ジュウ（クワガタ）」に改名する。
正当なシリーズの後継作品として６と書かれたジャケットを着ている。
ヒムロ コハク
アズマのライバルとして登場する少年。父親を事故で亡くしていて、形見のメダロットを大切にしている。
愛機は「マカイロドウス（カブトver.）」「マーサイモラン（クワガタver.）」「アウローラの『コンフェイト』（共通）」。
アサクサ チトセ
アズマの友人。活発な女の子。
愛機は「ノワールカッツェ」。
ベニイ タルト
アズマの友人。眼鏡をしている、少し気の弱い少年。
愛機は「ドクタースタディ」。
オオシマ サクラ
不良グループ「ウィローズ」のリーダー。いい所のお嬢様で、口調は丁寧だが強引な性格。
愛機は「ペッパーキャット」。
ダイトク ナット
不良グループ「ウィローズ」の一員。サクラを「おやぶん」と呼んでいる。「○○だオラ」が口癖。
愛機は「キースタートル」。
テンリョウ イッキ
過去シリーズの主人公。今回は成長した姿で登場。もろこし町のコンビニ店員をしている。出番は多くないがアズマの良きアドバイザーになる。
アマザケ アリカ
イッキの幼馴染。現在はフリーのカメラマン。昔使っていた機体「セーラーマルチ」をアズマに譲る。
サケカース
ロボロボ団リーダー。外見は旧シリーズと全く変わっていない。
愛機は「アビスグレーター」だが、バージョンによっては違う機体を使用する。
シオカラ
ロボロボ団幹部。『メダロット4』までは茶髪で禿げていたが、本作では金髪のロングヘアとなっている。
愛機は「ヒポポジャマース」。
サラミ
ロボロボ団幹部。見た目は幼児体型だが、15歳。
愛機は「アグリィダック」。
スルメ
ロボロボ団幹部。外見は旧シリーズから変わっていない。
愛機は「サーキュリス」。
メダロット博士
メダロット研究の第一人者。まだまだ第一線を走る。しかしやはりもう高齢なのか、過去シリーズと比べて若干腰が曲がって杖をついている。
ナエ
メダロット博士の孫娘。発売前のデザイン公開時は前髪をあげていたが、製品版では下している。性格はアニメ版に近い。
ミスターうるち
おなじみのメダロット協会の公認レフェリー。神出鬼没で公式大会の審判も行う。
おかあさん
アズマの母親。普段は家にいないが、アズマのことをいつも心配している。
おとうさん
アズマの父親。表情を表に出さない、厳格な風貌をしている。メダロット嫌いであるとアズマに思われていたが、実は自室にメダロットのメダルを保管しており、「メダルは誰のものでもなく、自分の意志を持っている」という考えを持ち、アズマ同様にメダロットに対する想いは深い。「エム・プロジェクト」という名の計画に関わっているようである。
マロン
アズマの愛犬。父の部屋のメダルを見つける。
快盗レトルト
神出鬼没の華麗なるメダルハンター。過去シリーズにも同名のキャラが登場していたが、前作とは別の人物である。
コンフェイト
ロボロボ団を裏で操っている黒幕。正体はメダロットでコハクの父親のメダル。
ヘベレケ
コンフェイトを操っていた真の黒幕。人間によるメダロットの支配を終わらせ、メダロットが人間を支配する世界を実現させるために活動している。
『メダロット4』までのようなおちゃらけた面は一切見せない。

## 関連商品
- メダロットDS カブトVer. / クワガタVer. ザ・コンプリートガイド（2010年7月9日発売 ISBN 978-4-04-868786-7）